# JRグループ健康保険組合
JRグループ健康保険組合（ジェイアールグループけんこうほけんくみあい、正式名称: ジェイアールグループ健康保険組合）は、国鉄分割民営化に伴い1997年（平成9年）4月に結成された単一型健康保険組合である。

## 概要
国鉄分割民営化から1997年3月31日まで国家公務員共済組合連合会傘下の日本鉄道共済組合（国鉄共済組合より改称）が、旅客鉄道6社・本州のJRバス5社・日本貨物鉄道と関連法人の鉄道総合技術研究所・鉄道情報システムの被保険者へ共済年金と公的医療保険を引き続き提供していた。

1996年に民営化済みの旧三公社の共済年金を厚生年金保険へ一元化することが「厚生年金保険法等の一部を改正する法律」（平成8年法律第82号）附則第32条第1項によって決定され、1997年4月1日付で日本鉄道共済が担っていた現役社員の公的医療保険と短期給付事業を承継し事業を開始した。
このような経緯のため、当組合を構成する事業主は国鉄から事業分割されたJRグループ・本州のJRバス本体各社のみで構成されている。ジェイアール東海パッセンジャーズ等の事業子会社、交通新聞社などJRグループの関連法人、承継法人ではなく独自の経営施策で分離した3島のJRバスは当組合ではなく、単一型健康保険組合、中小企業として業種別の総合型健康保険組合または全国健康保険協会（協会けんぽ）の適用事業所となっている。

## 沿革
- 1948年（昭和23年）7月 - 国家公務員共済組合傘下の国鉄共済組合設立。
- 1987年（昭和62年）4月 - 国鉄分割民営化に伴い日本鉄道共済組合に改組
- 1997年（平成9年）4月 - 日本鉄道共済組合の短期給付事業と公的医療保険事業を承継（共済年金が厚生年金保険に一元化された）。
- 2002年（平成14年）3月8日に登別保養所「青嵐荘」閉館。同年3月31日に「ときわ荘」閉館。